# MUSIC SOLEIL LUNCHTIME SATELLITE
『MUSIC SOLEIL LUNCHTIME SATELLITE』（ミュージック・ソレイユ・ランチタイム・サテライイト）は、広島エフエム放送のお昼のワイド番組。2004年3月末にオープンしたダイヤモンドシティ・ソレイユ（現・イオンモール広島府中）の3階にあるフタバ図書TERAサテライトスタジオから公開生放送。放送時間は毎週月-木曜日12:00 - 14:00。

## 番組概要
- 2004年4月1日にスタート。放送開始当初は、純粋に最近の音楽を中心に、喋り・フタバ図書のお薦め商品を紹介するコーナーなど、情報と音楽中心の番組だった。放送開始1年を迎えた2005年4月からは番組を大幅にリニューアルし、恋愛相談コーナーやラブソングリクエストのコーナーが登場し、恋愛向上ワイドプログラムとなった。勿論、これまでの番組内コーナーも一部を除き、継続していた。また、ゲストコーナーも時々あり、幅広いゲストが登場する。
- 番組開始当初、月・火の冒頭では「お昼ごはんのメニューは決まったか〜ぃ？」と叫んでいた。後に一言言うスタイルになったが、2005年1月ごろから普通に挨拶から始まるスタイルとなった。
- 時々ダイヤモンドシティソレイユからのお知らせをすることもあった。
- 2006年3月30日で番組終了。冨永は後枠の『LUNCH BREAK☆STYLE』の月･火を担当。永松は金曜日昼ワイドに移動となり、『永松ケンシのHeart rock Friday』を担当する。両方ともHFM本社スタジオからの生放送である。なお、『LUNCH☆BREAK STYLE』はスタッフが同じということもあってか、恋愛相談コーナーやみちひのワンポイント風水（2006年9月末で終了し、本人は登場しなくなったが同年10月から始まったファッション風水占いの監修を担当している）。この番組とほぼ同じコンセプトである。
- 番組終了に伴い、平日昼のTERAサテライトスタジオからの公開生放送がなくなり、金曜日夕方のリクエスト番組『庄司悟のリクエスト魂』がフタバ図書TERAでの公開生放送を引き継ぐ。

## DJ
- 月・火 : 冨永晃道
- 水・木 : 永松ケンシ
  - 2人とも広島在住ではない。冨永は大阪、永松は福岡在住。

代理DJ
- 清野茂樹
  - 福岡での地震の影響で新幹線がストップし永松が来られなくなったため、1日だけ担当。
- 庄司悟
  - 冨永のピンチヒッターとして2日間担当。冨永の所属事務所の先輩でもある。
- 冨永晃道
  - 永松の夏休み中の水・木を担当した。月 - 木全て彼が担当したことになる。

## コーナー

### 現在のコーナー
- LUNCHTIME 恋愛向上委員会
  - 12:10頃のPart1は相談内容の紹介、12:50頃のPart2ではリスナーからのアドバイスを紹介する。バレンタインの時期にはバレンタイン向上委員会と題してやっている。後枠『LUNCH BREAK☆STYLE』でも同じようなコーナーが放送される予定。
- みちひのワンポイント風水（月曜日）
  - 2006年4月より『LUNCH BREAK☆STYLE』月曜日で放送される。
- フタバ図書TERAエンタメリサーチ（火・水曜日）
  - 2006年4月からは『庄司悟のリクエスト魂』内で放送される。
- マンスリーレコメンド
  - 2005年3月までは「フタバ図書TERAエンタメリサーチ」内のコーナーだった
- バルト11シネマインフォ
  - 2006年4月からは『庄司悟のリクエスト魂』内で放送される。
- ワンビーランチタイムブレイク（不定期）

### 過去のコーナー
- ランチタイムナビ
- ランチタイムオープニング占い
  - 風水師山本みちひがその日の風水食材を占う。
- ケンシフラッシュ（水・木）
- GEORGIA Break
- KIRIN Presents GUTS GETS HIROSHIMA
- KIRIN Presents おいしい気分DEリクエスト
- 答えて！ひろしまのKIRINクイズ（木曜日）

## タイムテーブル

### 2004.4-2005.3
- 12:00 - ランチタイムオープニング占い
- 12:10 - ランチタイムナビ&天気予報
- 12:15 - （水･木）ケンシフラッシュ
- 12:25 - ワンビーランチタイムブレイク（不定期。火曜日と木曜日にやっていることが多い）
- 12:50 - （木）答えて！ひろしまのKIRINクイズ
- 13:00 - GEORGIA Break
- 13:30 - トラフィックインフォメーション+ヘッドラインニュース
- 13:40 - フタバ図書TERAエンタメリサーチ : ＜提供：フタバ図書＞
- 13:50 - （木）バルト11シネマインフォ＜提供：広島バルト11＞

### 2005.4-
- 12:00 - オープニング
- 12:10 - LUNCHTIME恋愛向上委員会Part1
- 12:20 - マンスリーレコメンド＆天気予報
- 12:25 - ワンビーランチタイムブレイク（不定期。火曜日と木曜日にやっていることが多い）
- 12:40
  - （月）みちひのワンポイント風水
  - （火・水）フタバ図書TERAエンタメリサーチ＜提供：フタバ図書＞
- 13:30 - トラフィックインフォメーション+ヘッドラインニュース
- 13:40 - マンスリーレコメンド
- 13:50 - （木）バルト11シネマインフォ＜提供：広島バルト11＞

## リンク
- MUSIC SOLEIL LUNCHTIME SATELLITE 番組ホームページ - ウェイバックマシン（2006年3月5日アーカイブ分）

| 広島エフエム放送 月 - 木曜の昼番組 | 広島エフエム放送 月 - 木曜の昼番組 | 広島エフエム放送 月 - 木曜の昼番組                                           |
| 前番組                             | 番組名                             | 次番組                                                                       |
| ---------------------------------- | ---------------------------------- | ---------------------------------------------------------------------------- |
| PARTINA GOGO! （11:30 - 15:55）    | MUSIC SOLEIL LUNCHTIME SATELLITE   | 『LUNCH BREAK☆STYLE』 （11:30 - 13:00）池田桂子のOver The Rainbow （枠拡大） |